# Judy Collins
Pour les articles homonymes, voir Collins.
Judith Marjorie Collins, plus connue sous le diminutif de Judy Collins, est une chanteuse, compositrice et musicienne américaine, née le 1er mai 1939 à Seattle (États-Unis).

## Biographie
Judy nait à Seattle, dans l'État de Washington, elle est l'aînée de cinq enfants. Son père, un chanteur aveugle et radio-disc jockey, trouvant un travail à Denver, Colorado, en 1949, y emmène toute la famille.
Judy, malade de la poliomyélite à 12 ans, doit rester alitée pendant deux mois à l'hôpital.
Elle reçoit une formation de pianiste classique et joue, à 13 ans, en public, un concerto de Mozart.
Mais c’est la musique folk qui l’intéresse davantage, celle de Woody Guthrie et Pete Seeger. Elle commence à jouer de la guitare et chanter dans des clubs à Greenwich Village (New York), elle interprète des morceaux de Pete Seeger, Phil Ochs, Jacques Brel et Bob Dylan (Mr. Tambourine Man), ou des chansons traditionnelles.  
Elle épouse, en 1958, Peter Taylor et met au monde son seul enfant, Clark C. Taylor. Le mariage finit par un divorce en 1965.
Judy Collins réalise son premier album, A Maid of Constant Sorrow, en 1961. Après l'album, elle signe un contrat avec Elektra Records qui sera sa maison de disques pendant 35 ans.
En interprétant leurs compositions, elle a permis de faire connaître d’autres artistes, comme Leonard Cohen (Bird on the Wire) et Joni Mitchell (Both Sides Now).
Elle connait ses premiers succès en 1967, avec son album Wildflowers qui comprend ses premières compositions, mais aussi Both Sides Now qui sera no 8 au Billboard et pour lequel elle recevra un Grammy Award en 1968.
Son album suivant Who Knows Where the Time Goes est produit en 1968 par Stephen Stills du super-groupe Crosby, Stills & Nash. Judy Collins est la « Judy » de la chanson Suite: Judy Blue Eyes que Stephen Stills compose pour le premier album de Crosby, Stills & Nash, à la fin de leur liaison.
Pendant les années 1970, sa solide réputation de chanteuse de folk ne l’empêche pas d’avoir un répertoire plus étendu avec par exemple des chansons de gospel comme Amazing Grace qui reçoit un énorme succès, ou encore ses propres compositions comme My Father de l’album Who Knows Where the Time Goes? et Born to the Breed de l’album Judith.
L’album Judith diffusé en 1975 comprend Send In the Clowns, morceau de la comédie musicale A Little Night Music produite à Broadway, pour lequel elle aura un autre Grammy Award.
La compilation So Early in the Spring - The first 15 years, sortie en 1977, est un recueil de ses meilleures interprétations.
Elle a écrit ses mémoires et des nouvelles dans les années 1980, tout en continuant à enregistrer des albums et à donner des concerts.
Judy Collins est une artiste engagée, elle est devenue représentante de l’UNICEF, militant pour la suppression des mines. Le suicide de son fils Clark Taylor, après une longue dépression et une accoutumance à la drogue, conduit Judy à mener une campagne de prévention contre le suicide.

## Discographie
- 1961 : Maid of Constant Sorrow

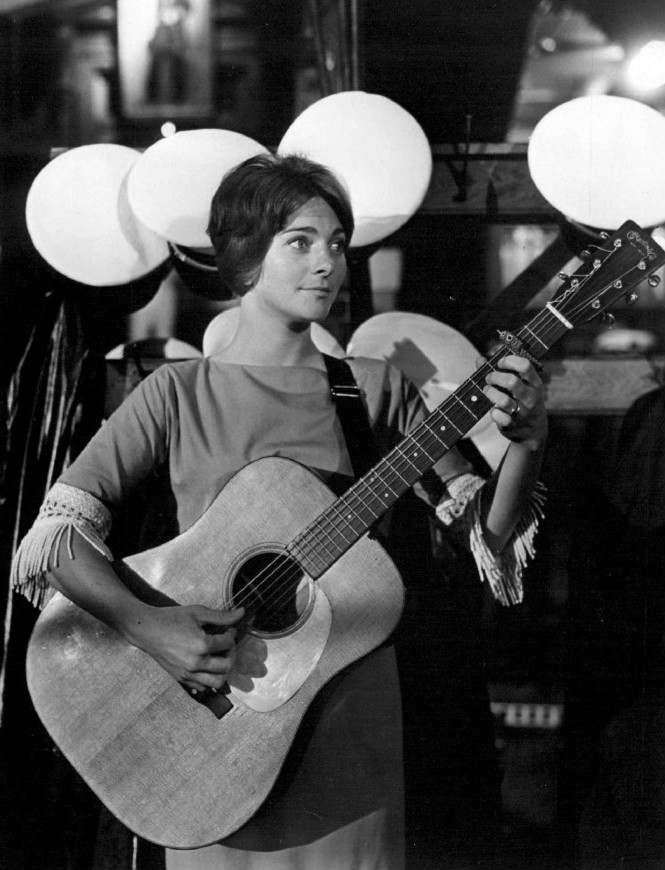
Judy Collins en 1963.

- 1962 : The Golden Apples of the Sun
- 1964 : Judy Collins #3
- 1964 : The Judy Collins Concert
- 1965 : Judy Collins' Fifth Album
- 1966 : In My Life
- 1967 : Wildflowers
- 1968 : Who Knows Where The Time Goes?
- 1970 : Whales and Nightingales
- 1971 : Both Sides Now
- 1971 : Living
- 1972 : Sunny Goodge Street
- 1973 : True Stories, and Other Dreams
- 1975 : Judith
- 1976 : Bread and Roses
- 1977 : So Early in the Spring - The first 15 years
- 1979 : Hard Times for Lovers
- 1980 : Running for My Life
- 1982 : Times of Our Lives
- 1984 : Home Again
- 1987 : Trust Your Heart
- 1988 : The Stars Of Christmas (Selected Especially For Avon) (compilation multi-interprètes)
- 1989 : Sanity and Grace
- 1990 : Fires of Eden
- 1990 : Baby's Bedtime
- 1990 : Baby's Morningtime
- 1993 : Judy Sings Dylan… Just Like a Woman
- 1994 : Come Rejoice! A Judy Collins Christmas
- 1994 : Shameless
- 1995 : Voices
- 1997 : Christmas at the Biltmore Estate
- 1997 : Forever: An Anthology
- 1998 : Both Sides Now
- 1999 : Classic Broadway
- 2000 : All on a Wintry Night
- 2000 : Judy Collins Live at Wolf Trap
- 2004 : Judy Collins Sings Leonard Cohen: Democracy
- 2004 : The Essential Judy Collins
- 2005 : Portrait of an American Girl
- 2010 : Paradise
- 2010 : Over the Rainbow (CD 3 titres inclus dans le livre illustré d'Eric Puybaret)
- 2011 : Bohemian
- 2015 : Strangers Again
- 2016 : Silver Skies Blue avec Ari Hest (en)
- 2017 : A Love Letter to Stephen Sondheim
- 2017 : Everybody Knows avec Stephen Stills
- 2019 : Winter Stories, avec Jonas Fjeld (en) et Chatham County Line (en)
- 2021 : White Bird : Anthology of Favorites
- 2022 : Spellbound